# Ernst Arnold (Politiker)
Ernst Arnold (* 31. März 1903 in Giebringhausen; † 6. Dezember 1966) war ein deutscher Politiker (FDP) und ehemaliger Abgeordneter des Hessischen Landtags.

## Ausbildung und Beruf
Ernst Arnold legte 1921 nach Besuch von Volksschule, Bürgerschule und Oberrealschule die Reifeprüfung ab und arbeitete anschließend ein Jahr im elterlichen Landwirtschaftsbetrieb. Danach machte er ein Ingenieurvolontär bei der Lokomotivenfabrik Henschel & Sohn, Kassel und studierte ab 1922 der Chemie und Tierheilkunde an der Universität Gießen. Hier wurde er Mitglied der jugendbewegt-reformierten Verbindung Bödvar. Das Studium schloss er 1926 mit dem tierärztlichen Staatsexamen ab und wurde 1927 zum Dr. med. vet. promoviert. Ab April 1927 arbeitete er als Tierarzt in Wanfried. 1937 legte er die Veterinärräteprüfung in Preußen ab. Nach dem Krieg war er ab April 1946 Regierungsveterinärrat des Landkreises Ziegenhain und ab April 1949 in Korbach.
Ernst Arnold war verheiratet und hatte fünf Kinder.

## Politik
Ernst Arnold war schon als Student im vorpolitischen Raum aktiv und Jugendringleiter und Mitglied des „Engeren Ausschusses“ der Studentenschaft als studentischer Vorsitzender der Studienhilfe eV. 1929 wurde er Mitglied des Stahlhelm. Nach der „Machtergreifung“ wurde er 1934 damit Mitglied der SA. Zum 1. Mai 1937 trat er der NSDAP bei (Mitgliedsnummer 4.627.211).
Ernst Arnold war aktives Mitglied in der evangelischen Kirche und war in der Bekennenden Kirche aktiv. Für diese Oppositionsarbeit wurde er verhaftet und verbrachte sieben Monate im Lager.
Nach dem Kriege setzte Arnold sein kirchliches Engagement (u. a. als Mitglied der Landessynode der Evangelischen Kirche von Kurhessen-Waldeck) fort.
Ernst Arnold trat der FDP bei und wurde 1948 Vorsitzender der FDP-Fraktion Ziegenhain. 1948 bis 1950 gehörte er dem Kreistag an und war dort Fraktionsvorsitzender der FDP. 1950 wurde er Kreisdeputierter bzw. Erster Beigeordneter des Landkreises Waldeck. 1956 bis November 1960 und erneut von Oktober 1964 bis zu seinem Tod war er Kreistagsabgeordneter. Als Mitglied der Verbandsversammlung des Landeswohlfahrtsverbandes Hessen vom 1. August 1953 bis zum 31. Juli 1957 und als Mitglied des Hessischen Landtags (als Nachrücker für Hans von Ploetz) vom 26. April 1956 bis zum 30. November 1958 wirkte er über seine Heimatregion hinaus.